# (27827) Ukai
(27827) Ukai est un astéroïde de la ceinture principale.

## Description
(27827) Ukai est un astéroïde de la ceinture principale. Il fut découvert le 9 décembre 1993 à Nyukasa par Masanori Hirasawa et Shohei Suzuki. Il présente une orbite caractérisée par un demi-grand axe de 2,75 UA, une excentricité de 0,11 et une inclinaison de 7,0° par rapport à l'écliptique.

## Compléments